# Haft makowski
Haft makowski – rodzaj tradycyjnego haftu wykonywanego w Beskidach, głównie w Makowie Podhalańskim i jego okolicach.
Jest to haft płaski podszywany, wykonywany białą nitką na białym lnianym płótnie, zawierający elementy dziurkowane i toleda. Hafty przedstawiają najczęściej motywy roślinne. Zdobi się nim głównie obrusy, serwety i pościel.
Przykłady haftu makowskiego znaleźć można w zbiorach Izby Regionalnej w Makowie Podhalańskim.

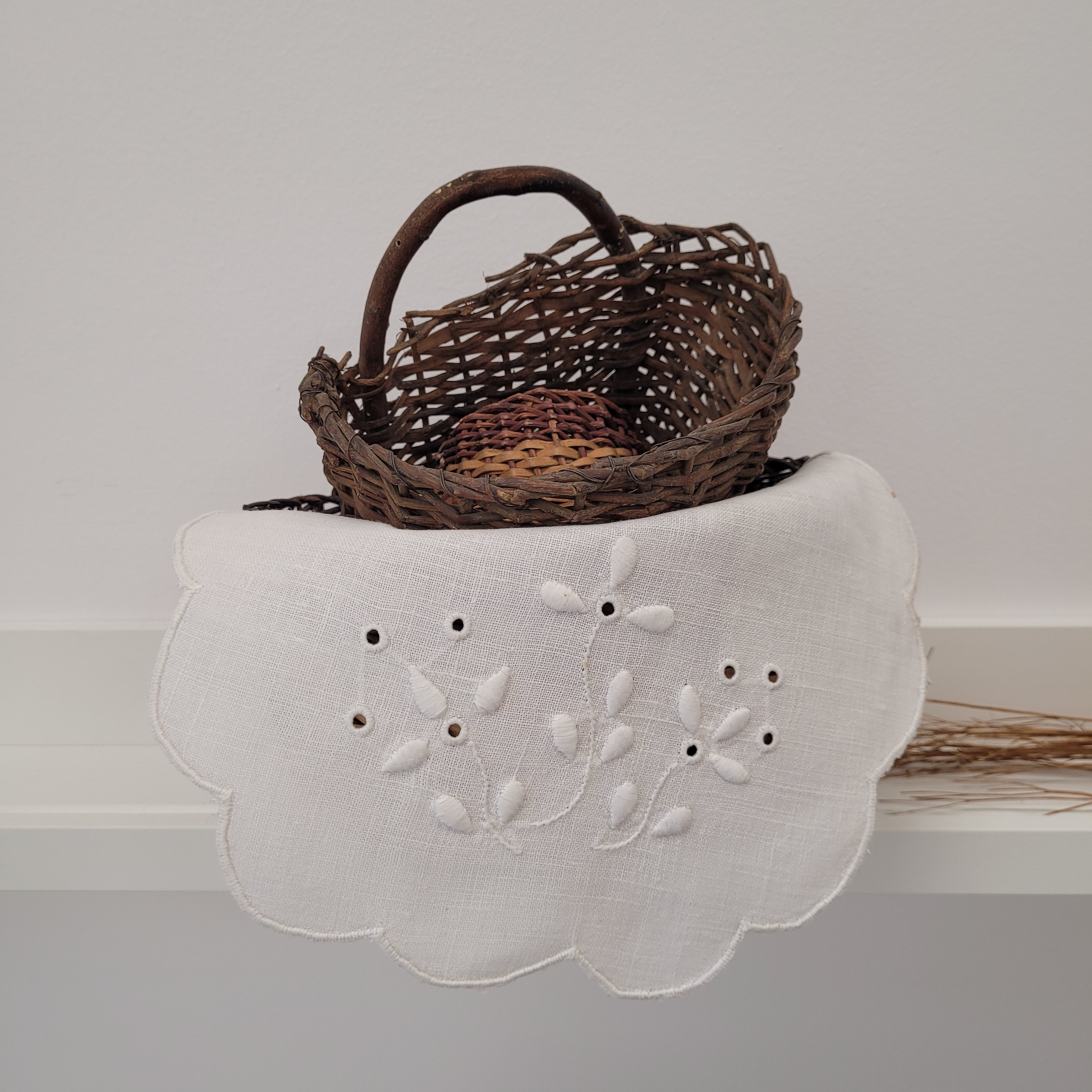
Serwetka z haftem makowskim na wystawie w Izbie Regionalnej w Makowie Podhalańskim
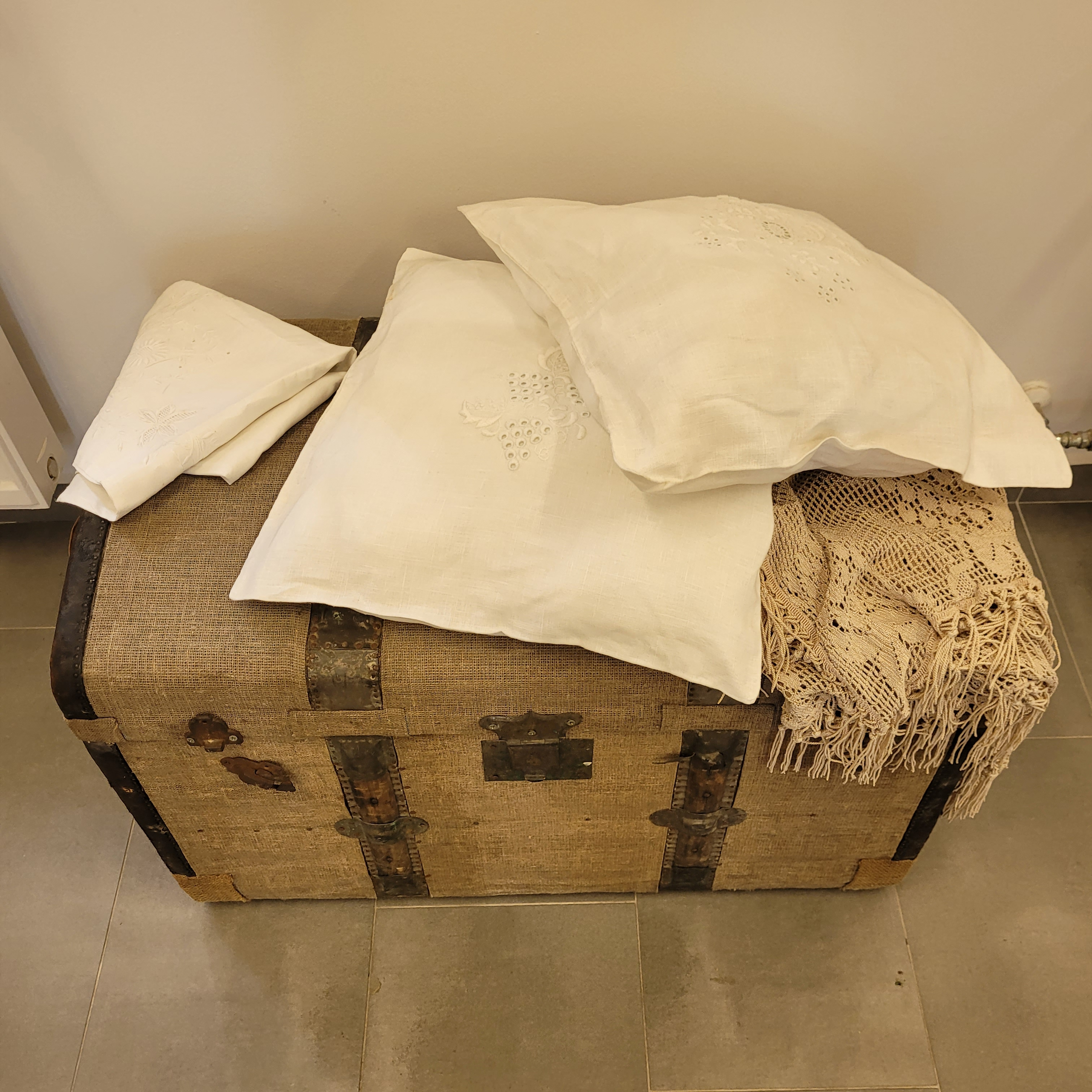
Poduszki z haftem makowskim na wystawie w Izbie Regionalnej w Makowie Podhalańskim
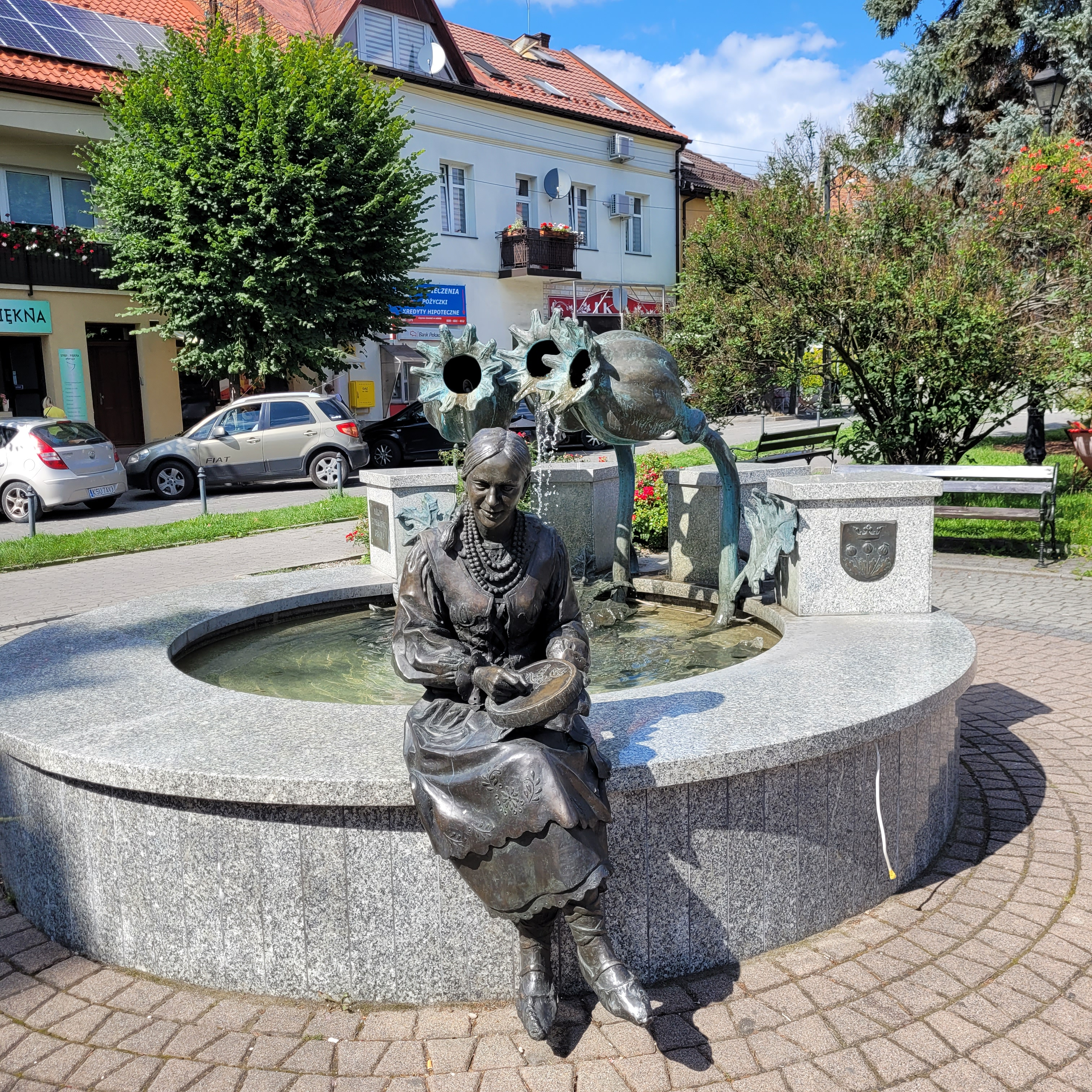
Pomnik hafciarki na Rynku w Makowie Podhalańskim